# Heath (band)
Heath is een psychedelische rockband uit Den Haag, Nederland, opgericht in 2022. De band bestaat uit Mees Vullings (zang/mondharmonica), Isak Heidenfors (gitaar/zang), Jordy Bouter (gitaar), Steve Lolicato (basgitaar) en Darcey Hellemond (drums). Hun muziek combineert ongewone maatsoorten, krachtige harmonica en stevige gitaren met verhalende zang, wat resulteert in een uniek geluid binnen de psychedelische rockscene. Ze hebben in 2023 3 singles uitgebracht en hun debuut album "Isaak's Marble" in 2024.

## Geschiedenis
In 2023 bracht Heath hun debuutsingle Birdie uit, waarmee ze al snel erkenning kregen binnen de muziekscene. Tijdens de Haagse Popweek wonnen ze de Music Support Award en 3voor12 Leiden riep hun single Atalantis uit tot Song van het Jaar. Datzelfde jaar voltooide de band hun debuutalbum Isaak’s Marble, gefinancierd via crowdfunding en uitgekomen in mei 2024. Ook stond Heath in 2024 op het Roadburn Festival in Tilburg.
Heath staat bekend om hun energieke liveshows, die hen in 2024 naar het podium van de Pinguin Showcases bij ESNS brachten. Ze werden ook geselecteerd voor de Grote Prijs van Nederland (2024). Ze speelden ook als support voor de Australische rockband King Gizzard & the Lizard Wizard. Heath heeft 25 concerten gespeeld bij het reizende Popronde festival. Naast optredens kondigde de band een documentaire aan over hun creatieve proces, waarmee ze fans een blik achter de schermen geven.
In 2025 speelt Heath hun eerste eigen clubtour en is het voorprogramma voor DeWolff en Temple Fang. Daarnaast zullen ze weer optreden op ESNS.

## Discografie
Heath bracht in 2023 3 singles zelfstandig uit voordat ze in 2024 Isaak's Marble uitbrachten via Suburban Records.

### Albums
- 2024 - Isaak's Marble

### Singles
- 2023 - Birdie
- 2023 - Calm the Rivers
- 2023 - Atalantis